# ایو مونتان
ایو مونتان (فرانسوی: Yves Montand‎؛ ۱۳ اکتبر ۱۹۲۱ – ۹ نوامبر ۱۹۹۱) هنرپیشه و خواننده ایتالیایی-فرانسوی بود که بین سال‌های ۱۹۴۶ تا ۱۹۹۱ میلادی فعالیت می‌کرد.

## زندگی
ایو مونتان با نام تولد ایو لیوی (Ivo Livi) در ۱۳ اکتبر ۱۹۲۱ در مونسومانو ترمه واقع در استان پیستویای ایتالیا زاده شد. دو ساله بود که خانواده‌اش به دلیل روی کار آمدن حکومت فاشیستی، ایتالیا را ترک گفتند و به فرانسه مهاجرت کردند و به این ترتیب ایو در مارسی بزرگ شد. در نوجوانی به کار نمایش و خوانندگی در باشگاه‌های شبانه و نوشگاه‌ها پرداخت. نقل مکان به پاریس سبب آشنایی‌اش با ادیت پیاف شد و این آشنایی او را به خواننده‌ای مشهور بدل کرد.

## فیلمشناسی
از فیلم‌ها یا برنامه‌های تلویزیونی که وی در آن نقش داشته‌است می‌توان به آثار زیر اشاره کرد.
- پاریس همیشه پاریس است (۱۹۵۱)
- مزد ترس (۱۹۵۳)
- ناپلئون (۱۹۵۵)
- گرگ‌ها (۱۹۵۶)
- بوته چینی (۱۹۵۶)
- حقوق (فیلم ۱۹۵۹) (۱۹۵۷)
- بست (۱۹۶۱)
- دوباره خداحافظ (۱۹۶۱)
- حادثه‌ای در ترن (۱۹۶۵)
- جایزه بزرگ (۱۹۶۶)
- برای زندگی، زندگی کن (۱۹۶۷)
- زد (۱۹۶۹)
- دایره سرخ (۱۹۷۰)
- در یک روز آفتابی همه‌جا را می‌توانی ببینی (۱۹۷۰)
- سزار و رزالی(۱۹۷۲)
- حکومت نظامی (۱۹۷۲)
- همه چیز روبه‌راه است (۱۹۷۲)
- شارلاتان و دزد زیبا (۱۹۷۶)
- ای مثل ایکاروس (۱۹۷۹)
- ژان دو فلورت (۱۹۸۶)
- سزار و روزالی (۱۹۷۲)
- ونسان، فرانسوا، پل و دیگران (۱۹۷۴)